# Campyloneurus apicalis
Campyloneurus apicalis är en stekelart som först beskrevs av Günther Enderlein 1920.  Campyloneurus apicalis ingår i släktet Campyloneurus och familjen bracksteklar. Inga underarter finns listade.